# 美濃赤坂車站
美濃赤坂車站（日语：／ Mino-akasaka eki */?）是一由東海旅客鐵道（JR東海）、日本貨物鐵道（JR貨物）與地方貨運鐵路業者西濃鐵道所共同使用的鐵路車站，位於日本岐阜縣大垣市赤坂町境內，是東海道本線美濃赤坂支線的終點車站，與美濃赤坂支線與西濃鐵道所屬的貨運路線、市橋線的銜接車站。由於附近的金生山盛產石灰石的緣故，本站也成為此地區石灰石運輸的中繼點，每日皆有兩列貨運列車在本站起訖。
雖然一般而言早年興建的東海道本線沿線車站都會與同名的宿場距離相近，但美濃赤坂車站實際上與中山道六十九次第58號的赤坂宿距離有數公里之遠。緊鄰赤坂宿的反而是地方鐵路業者養老鐵道所屬的東赤坂車站。

## 車站
美濃赤坂是座地面車站，雖然是個路線終點站，但因只是支線末端的小車站站內僅配置一座側式月台，7條路線中也僅有最西側的1號線供上下客使用，而2號線則是機迴線用途。相對於僅有基本配置的客運設施，為了配合貨運列車的操作，站內其他路線大多是供貨車或路線維護工程車輛臨時停放的側線，僅有最東側的7號線則是貨運列車的停靠線，是唯一可以通過本站繼續往北進入市橋線的路線。
在站區北側雖然設有站房，但因採無人車站的配置站房實際上是由西濃鐵道當作辦公室使用。站內並未配置自動售票機也無法使用JR東海的智慧票券TOICA，所有的票務工作都是由單人駕駛的列車司機兼任。在站務上，車站是由鄰近地區的大垣車站負責管理。

## 相鄰路線
東海旅客鐵道
東海道本線（美濃赤坂支線）
荒尾－美濃赤坂
西濃鐵道
市橋線（貨物線）
美濃赤坂－乙女坂

## 外部連結
- （日語）美濃赤坂車站時刻表 （页面存档备份，存于）（驛探（日语：駅探））